# Sven Stückelschweiger
Sven Stückelschweiger (* 22. Dezember 1977 in Hamburg) ist ein deutscher Politiker der Piratenpartei. Er war vom 24. Juni 2012 bis zum 12. Juli 2014 Vorsitzender der Piratenpartei Schleswig-Holstein.

## Leben
Stückelschweiger betreibt selbstständig ein IT-Systemhaus. Er ist Vater von zwei Söhnen und wohnt in Sülfeld.

## Politisches Engagement
Stückelschweiger trat im Oktober 2011 in die Piratenpartei ein. Er engagierte sich unter anderem im Landtagswahlkampf 2012. Am 24. Juni 2012 wurde er zum Vorsitzenden der Piratenpartei Schleswig-Holstein gewählt und setzte sich dabei in einer Kampfabstimmung gegen drei Mitbewerber durch. Sein Vorgänger im Amt des Parteivorsitzenden, Hans-Heinrich Piepgras, hatte auf dem Landesparteitag nicht erneut kandidiert. Am 22. Juni 2013 wurde er für ein weiteres Jahr im Amt bestätigt. Stückelschweiger trat nach zwei Amtszeiten nicht erneut an. Christian Thiessen wurde am 12. Juli 2014 auf dem Landesparteitag als sein Nachfolger gewählt.